# Соколовка (Амурская область)
Соколо́вка — село в Серышевском районе Амурской области, Россия. Входит в состав Широкологского сельсовета.

## География
Село Соколовка стоит на правом берегу реки Томь (левый приток Зеи).
Село Соколовка расположено к юго-востоку от посёлка Серышево, расстояние до районного центра (через сёла Поляна, Красная Поляна, Бочкарёвку, Хитровку, Белогородку, Паруновку, Новосергеевку, Рождественку и Широкий Лог) — 87 км.
На восток от села Соколовка (вверх по правому берегу реки Томь) идёт дорога к селу Воскресеновка.
Административный центр Широкологского сельсовета село Широкий Лог находится в 17 км западнее.

## Население
| 2002 | 2010 | 2012 | 2013 | 2014 | 2015 | 2016 |
| ---- | ---- | ---- | ---- | ---- | ---- | ---- |
| 98   | ↘62  | ↘56  | ↗62  | ↗63  | ↘61  | ↘59  |
| 2017 | 2018 |      |      |      |      |      |
| ↘53  | ↘51  |      |      |      |      |      |

По данным переписи 1926 года по Дальневосточному краю, в населённом пункте числилось 112 хозяйств и 595 жителей (312 мужчин и 283 женщины), из которых преобладающая национальность — украинцы (67 хозяйств).

## Экономика
Сельскохозяйственные предприятия Серышевского района.

## Известные уроженцы
- Скориков, Петр Владимирович (1910—1977) — советский военнослужащий, старший сержант, полный кавалер Ордена Славы.